# Karim Findi

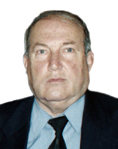
Karim Findi

Karim Findi (* 1946 in Dohuk) ist ein kurdischer Autor und Schriftsteller.
Findi absolvierte im Jahr 1974 die Universität Mossul. Er hat mehrere Bücher in verschiedenen Sprachen in den Bereichen Politik und Geografie, Sprache, Literatur und Geschichte veröffentlicht.
Es war einer der Gründer der kurdischen Journalistengewerkschaft.
1997 war er Chefredakteur der Karwan, einer Zeitschrift vom Ministerium für Kultur der Autonomen Region Kurdistan. Er war Sekretär einer akademischen Zeitschrift des Ministeriums für Kultur und Chefredakteur der Zeitschrift Dijla.